# Змеев, Венедикт Андреевич
Венеди́кт Андре́евич Зме́ев (около 1618 — январь 1697) — русский военный деятель, первым получивший генеральские звания, думный генерал (1678), думный дворянин, ближний окольничий и воевода, наместник серпуховской.

## Происхождение
Из дворянского рода Змеевых, 3-й сын жильца Андрея Афанасьевича Змеева († 1649), головы у городовых дворян (1639). 
В. А. Змеев имел пять братьев: Прокофий, Яков, Борис, Иван и Илья. Брат Венедикта Андреевича Илья — стольник и полковник рейтарского строя, участник Великого посольства царя Петра I Алексеевича.

## Биография
Впервые упомянут в Боярской книге 7155 года (1646/47 года). Поступил на службу в рейтарский полк Исаака ван Бокховена в 1649 году, в 1652 году получил чин стольника. Позже во главе рейтарского полка участвовал в сражениях русско-польской войны 1654—1667, русско-шведской войны 1656—1658 и последующих походах, за что получал от царя Алексея Михайловича щедрые вознаграждения. За отличие при взятии Куконоса (14 августа 1656) пожалован в стольники и полковники, награждён сорока соболями и удостоен чести присутствовать на официальных выходах государя: «ему свои государевы очи видеть по праздникам за преградою». В смотренных списках он именуется с "вичем" (1656). В сентябре 1657 года полк В. А. Змеева сыграл решающую роль в победе под Гдовом. 
В числе царских наград — назначение на воеводство: в феврале 1668 года назначен воеводой в Тамбов, но уже в марте того же года возвращён в Москву в ожидании новых военных походов. Участвовал в осаде Чернигова при подавлении Левобережного восстания запорожских казаков. В битве под Конотопом с крымскими татарами был ранен из лука. С 28 августа 1669 по лето 1672 года — воевода в Вятке.
В 1674 году первым среди полковников русского происхождения получил чин генерал-майора, участвовал в русско-турецкой войне 1672-81 годов, в 1676 году наименован генерал-поручиком, в 1677 году получил чин полного генерала, в Чигиринском походе 1677 года возглавлял отдельный воеводский полк (4 рейтарских полка и комарицкие драгуны), в следующем году также возглавлял «ударный авангард» Большого полка Г. Г. Ромодановского — полк «по наряду из Иноземного и Рейтарского приказов» генерала думного дворянина и воеводы. В 1680 году В. А. Змеев уже записан в числе думных дворян без упоминания генеральского чина. 
Обладание думным чином вознесло В. А. Змеева до уровня правящей элиты Русского государства: в 1681 году он стал членом «Ответной палаты», созданной для обсуждения готовящейся военной реформы и результатом которой стала отмена местничества, с 1681 года — воевода в Курске.
Распоряжением князя В. В.  Голицына 16 февраля 1682 года назначен главой одновременно Разрядного, Рейтарского, Иноземного и Пушкарского приказов, 25 июня 1682 года, в день венчания на царство Ивана Алексеевича и Петра Алексеевича, пожалован титулом окольничего. Позже управлял разными приказами, в том числе Стрелецким. 
Являясь преданным сторонником партии князя Василия Голицина, после свержения князя, сослан в свою деревню под Костромой (1689). Воевода в Новобогородицкой крепости (1691), Курске (1692-1694), Перми (1695). Вышел в отставку в мае 1696 года.
Жалован селом Хмелинец (2000 четвертей) и вотчинами в Старицком и Московском уездах, Бежецком верхе и обширными владениями в Калужском уезде.

## Семья
Женат дважды:
- Устинья Ивановна.
- Авдотья.

Имел трёх дочерей — Прасковью, Анфимию и Евгению.